# Kyle MacLachlan
Kyle Merritt MacLachlan (/məˈɡlɒklən/; sinh ngày 22 tháng 2 năm 1959) là một nam diễn viên người Mỹ.

## Danh sách phim

### Điện ảnh
| Năm  | Tên phim         | Vai diễn | Ghi chú |
| ---- | ---------------- | -------- | ------- |
| 2024 | Tín hiệu cầu cứu |          |         |